# Konkurs Eurowizji dla Młodych Muzyków 2008
Konkurs Eurowizji dla Młodych Muzyków 2008 (ang. Eurovision Young Musicians Competition) – 14. edycja Konkursu Eurowizji dla Młodych Muzyków, zorganizowana w Wiedniu. 4 i 5 maja miejsce miały półfinały, w których udział wzięło 16 państw. Z dwóch półfinałów do finału, który odbył się 9 maja, awansowało 7 państw. Koncert poprowadzili Christoph Wagner-Trenkwitz i Lidia Baich. Wygrał reprezentant Grecji – Dionysios Grammenos.

## Uczestnicy
| Miejsce | Państwo         | Reprezentant, instrument        | Nadawca |
| ------- | --------------- | ------------------------------- | ------- |
|         | Austria         | Sol Daniel Kim, wiolonczela     | ORF     |
|         | Chorwacja       | Marin Maras, skrzypce           | HRT     |
|         | Cypr            | Orfeas Hiratos, klarnet         | CYBC    |
| 2       | Finlandia       | Roope Gröndahl, pianino         | YLE     |
| 1       | Grecja          | Dionysios Grammenos, klarnet    | ERT     |
|         | Holandia        | Steven Bourne, wiolonczela      | NPS     |
|         | Niemcy          | Kathy Kang, skrzypce            | WDR     |
| 3       | Norwegia        | Eldbjørg Hemsing, skrzypce      | NRK     |
|         | Polska          | Marta Kowalczyk, skrzypce       | TVP     |
|         | Rosja           | Anastasia Kobekina, wiolonczela | KTVC    |
|         | Rumunia         | Stefan Besan, skrzypce          | TVR     |
|         | Serbia          | Mina Zakic, wiolonczela         | RTS     |
|         | Słowenia        | Jan Gricar, saksofon            | RTVSLO  |
|         | Szwecja         | Maria Verbaite, pianino         | SVT     |
|         | Ukraina         | Anna Fedorova, pianino          | NTU     |
|         | Wielka Brytania | Philip Achille, harmonijka      | BBC     |

| Kolor             | Znaczenie       |
| ----------------- | --------------- |
| Złoty             | Grand Prix      |
| Jasnopomarańczowy | Awans do finału |

## Skład jury
Finał (9 maja 2008 r.)
1. Roger Norrington
2. Alison Balsom
3. Günter Voglmayr
4. Lars Anders Tomter
5. Jeanette de Boer
6. Ranko Markovic
Półfinały (4 i 5 maja 2008 r.)
1. Jerzy Maksymiuk
2. Jeanette De Boer
3. Günter Voglmayr
4. Franz Bartolomey
5. Kaja Danczowska
6. Ranko Markovic